# Казаков, Борис Анушеванович
Борис Анушеванович Казаков (род. 20 января 1948, Новоалександровское, Ставропольский край) — российский политический деятель, депутат Государственной думы четвёртого созыва

## Биография
До избрания в Государственную Думу работал заведующим отделением Краснодарской городской клинической больницы N 2, избирался депутатом Законодательного Собрания Краснодарского края.
В 2001 г. присвоено звание «Почетный гражданин города Краснодара», награждён медалью «За выдающийся вклад в развитие Кубани» 2 степени.

### Депутат госдумы
7 декабря 2003 года был избран депутатом Государственной Думы ФС РФ четвёртого созыва по одномандатному округу 043.